# 镰瓣豆
镰瓣豆（学名：Dysolobium grande）为豆科镰瓣豆属下的一个种。